# Johan Raye van Breukelerwaard

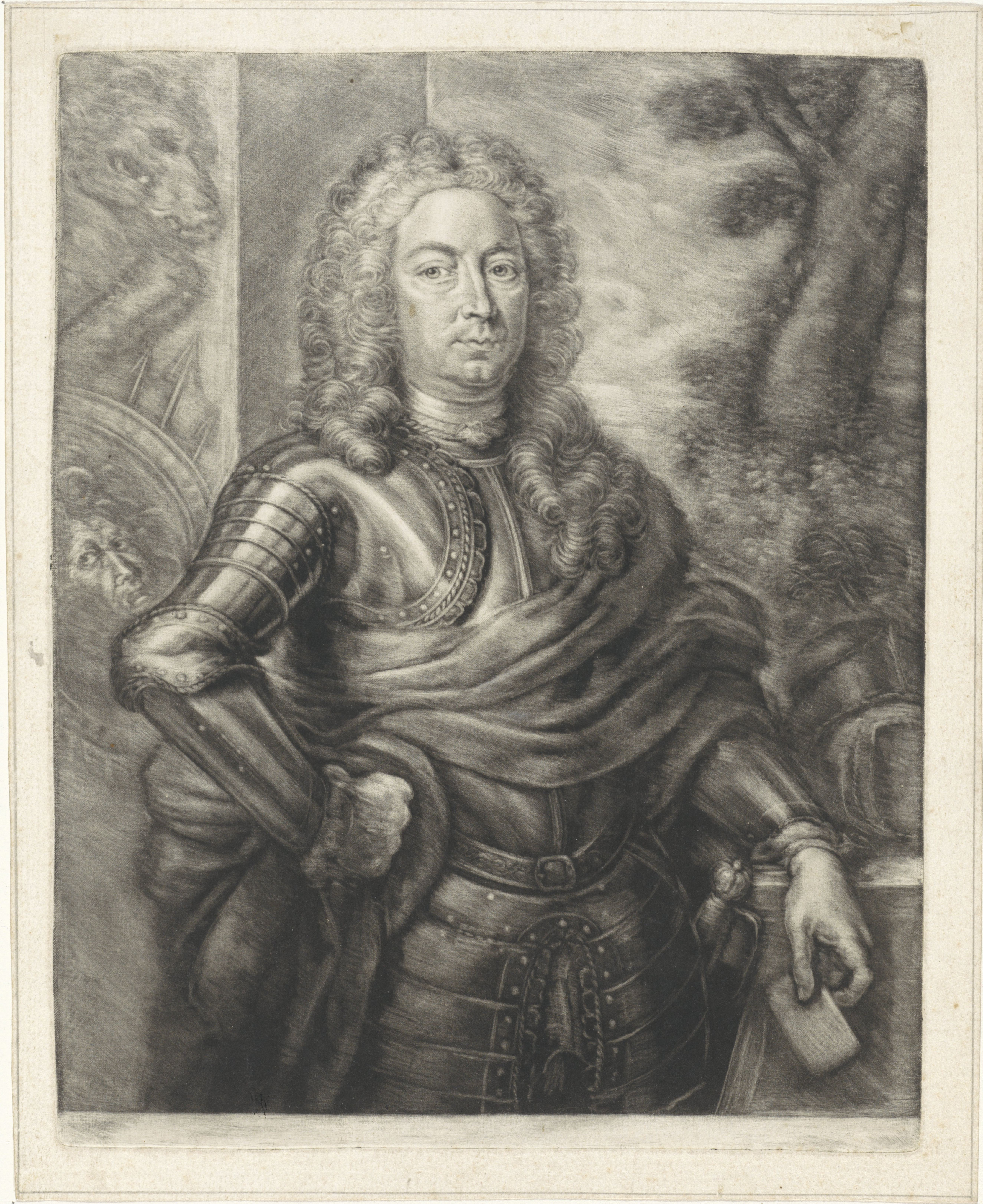
Johan Raye van Breukelerwaard in harnas (door Johannes van Vilsteren).

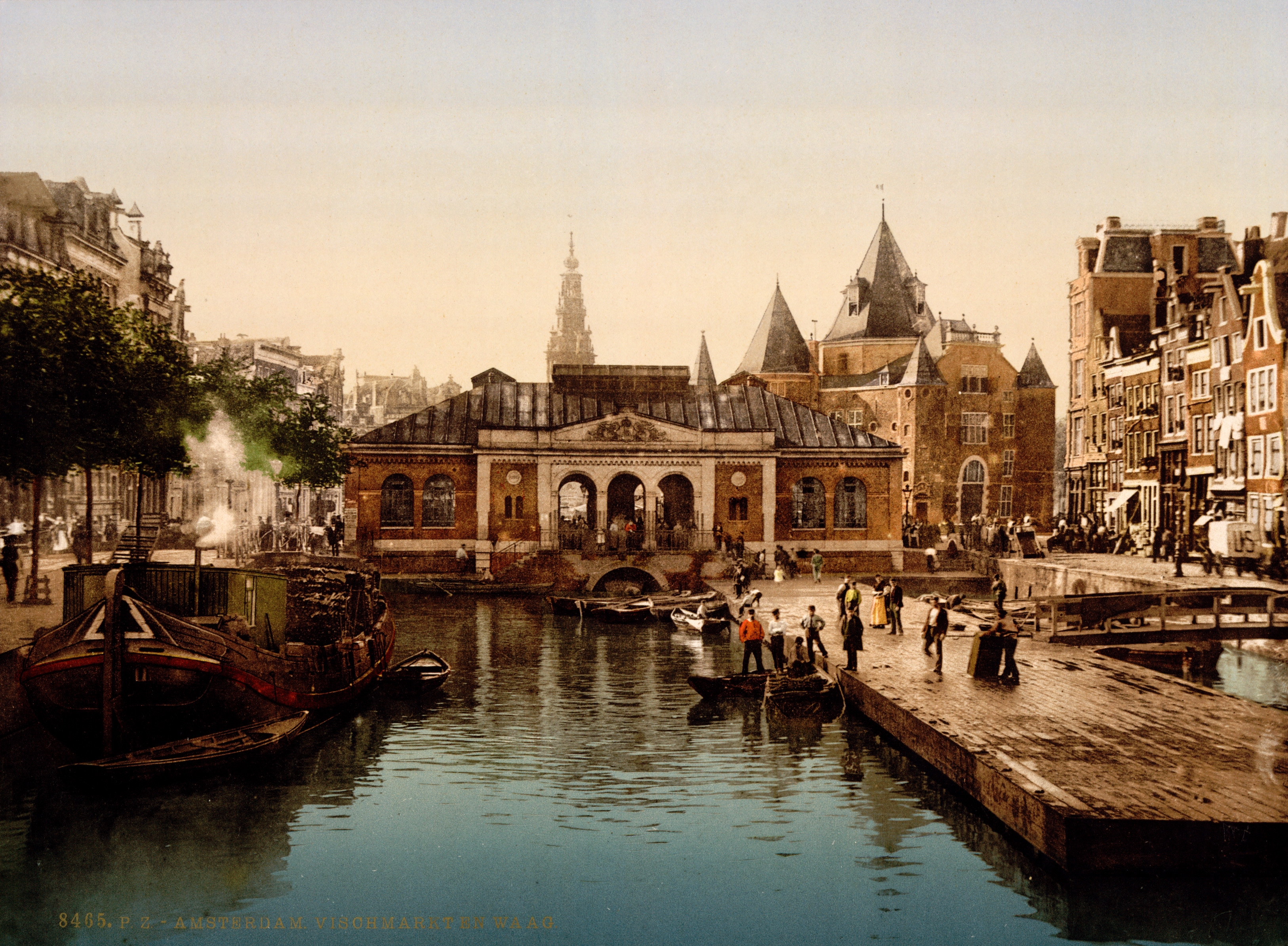
Omdat vermoedelijk alle familieportretten zijn vernietigd, hier een afbeelding van de oude vismarkt in Amsterdam

Joan Raye of Raije, (Amsterdam, 10 juni 1699 – Paramaribo, 11 augustus 1737) was heer van Breukelerwaard, afslager op de Oude Vismarkt (1718-1736), buitengewoon kapitein-ter-zee bij de Admiraliteit van Amsterdam (1724-1736) en gouverneur-generaal van Suriname (1735-1737).

## Joan sr. (1699 - 1737)
Joan stamde uit een koopmansfamilie die na de Val van Antwerpen in 1585 naar Amsterdam was getrokken. Zijn grootvader had in 1660 de ambachtsheerlijkheid Breukelerwaard bij Maarssen gekocht. Zijn vader was een welgestelde suikerraffinadeur in Amsterdam. Joan was de oudste broer van de Amsterdamse chroniqueur Jacob Bicker Raye (1703-1777). In 1726 vertrok hij voor een half jaar met een schip, met onbekende bestemming, maar met behoud van zijn baantje als afslager. Toen Isaac Sweers in 1732 werd begraven was Joan Raye een van de dragers. Op 8 juni kreeg Raye van de directeuren van de Sociëteit van Suriname te horen dat hij was aangesteld als gouverneur. Het baantje als afslager deed hij over aan zijn jongere broer. Zoals gebruikelijk in die dagen werd het eigenlijke werk gedaan door een plaatsvervanger.
Op 23 september 1735 vertrokken Joan Raye en zijn secretaris naar Zaandam, begeleid door zijn broer Jacob en zuster. Ze reisden met een boeier naar Alkmaar en in een wagen naar Den Helder. Op 20 december kwam het schip in Suriname aan. Raye was gechoqueerd over de behandeling van de zwarte slaven in de kolonie. Hij ergerde zich enorm aan de verwarde toestand en de ruim 400 onafgedane processen voor het Hof van Justitie. Raye raakte in twee processen verwikkeld, die hij niet kon winnen, want slaven mochten niet getuigen tegen hun meesters, ... dat was altijd zo geweest.
Pas bij zijn tweede ontslagaanvrage, op 8 mei 1737, kreeg hij toestemming van de directeuren.
Vermeldenswaard zijn de activiteiten van Raye, die bezig was met het aanleggen van een plantage, waarvoor dagelijks (!) stenen, hout- en ijzerwerk naar Suriname werd gestuurd. Bicker Raye vermeldt in zijn dagboek de problemen die de schepen destijds ondervonden van de paalworm.
Op 2 maart 1737 was Joan Raye met Charlotte van der Lith gehuwd. Dat was reeds de derde maal dat deze dame trouwde. Eerst was zij met gouverneur Temming gehuwd geweest en daarna met een broeder van gouverneur Jacobus Alexander Henry de Cheusses; van beide had H. WelEdl. een dochter. Drie maanden na het overlijden van Joan Raye beviel de weduwe van een zoon. Volgens Bicker Raye zou dat haar derde kind zijn, dat geen de minste kennis had van zijn vader.
De weduwe had toestemming gekregen van de directeuren van de Sociëteit van Suriname om in het gouvernementshuis te blijven wonen. Zij kreeg het aan de stok met de commandant, die sla uit haar tuin had gehaald en met Herman van de Schepper, die haar had beledigd. Charlotte van der Lith, die tot de kleine groep van grote eigenaars van plantages behoorde, hertrouwde nog twee keer met Waalse predikanten.
Ook de opvolger van Raye, commandant Gerard van de Schepper nam na vijf jaar ontslag. De directeuren gingen op zoek naar een competent man van gewicht en meende die gevonden te hebben in de persoon van Jan Jacob Mauricius. Mauricius zou felle tegenstand ondervinden van de weduwe Raye.

## Joan jr. (1737 - 1823)
In 1747 is Joan jr. naar Amsterdam gestuurd voor zijn opvoeding, samen met zwarte knecht, genaamd Champagne. Hij woonde tot 1755 (?) bij zijn grootmoeder, Aletta Catherina Bicker.  Op zijn 17e hield hij in Haarlem een oratie in het Latijn en deed iedereen versteld staan. In 1764 vertrok Joan naar Constantinopel om als diplomaat te worden opgeleid. In Würzburg bezocht hij het paleis van de bisschop, een gebouw met 485 vertrekken. Het door Tiepolo beschilderde trappenhuis is nog steeds een bezienswaardigheid. In Wenen werd hij ontvangen door keizer Jozef II en zijn familie. Hij bezocht diverse paleizen, zoals slot Schönbrunn, en slot Belvedere ooit bewoond door Eugenius van Savoye. In 1766 bereikte het gezelschap de Bosporus. Raye was aanwezig bij de ontvangst door Mustafa III. Raye schrijft dat voor het handhaven van zijn macht de sultan erg afhankelijk was van de janitsaren. Vijf jaar later kwam hij via Griekenland en Napels terug naar Amsterdam. Na zijn reis heeft Raye zijn belevenissen vastgelegd in een uitgebreid verslag, dat in handschrift aanwezig is in de Koninklijke Bibliotheek in Den Haag. Het belangrijkste deel van zijn brieven gaat over het Osmaanse Rijk. Het verslag is verlucht met tientallen pentekeningen, voor een groot deel van de hand van de schrijver zelf.
Joan Raye, heer van de onbeduidende heerlijkheid Breukelerwaard, was een verzamelaar van vlinders, evenals stadhouder Willem V. Zijn collectie leende hij uit aan Pieter Cramer en Caspar Stoll om te worden gecatalogiseerd. De vlinders werden nagetekend door Gerrit Wartenaar, een vrijwel onbekende kunstschilder uit de Jordaan (Amsterdam). In 1783 erfde Raye het huis van zijn oom op de Keizersgracht, die in 1777 was overleden. Rond 1800 woonde Joan in de Gouden Bocht. Joan Raye overleed in 1823 op 85-jarige leeftijd. De familieportretten liet hij vernietigen.

## Bron
- Het dagboek van Jacob Bicker Raye 1732-1772. Naar het oorspronkelijk dagboek medegedeeld door Fr. Beijerinck en Dr. M.G. de Boer.